# Уразовский сельсовет (Башкортостан)
Уразовский сельсовет — муниципальное образование в Учалинском районе Башкортостана.
Согласно «Закону о границах, статусе и административных центрах муниципальных образований в Республике Башкортостан» имеет статус сельского поселения.

## Состав сельсовета
- с. Уразово,
- д. Ишмекеево,
- д. Кулушево,
- д. Кутуево.

## Население
| 2002  | 2009  | 2010  | 2012  | 2013  | 2014  | 2015  |
| ----- | ----- | ----- | ----- | ----- | ----- | ----- |
| 1945  | ↗2062 | ↘1683 | ↘1678 | ↘1652 | ↘1570 | ↘1489 |
| 2016  | 2017  | 2018  |       |       |       |       |
| ↘1423 | ↘1401 | ↘1377 |       |       |       |       |